# ハンス・ナウマン
ハンス・ナウマン（Hans Naumann, 1886年3月13日 - 1951年9月25日）は、ドイツの民俗学者、ゲルマニスト。＜沈降した文化物象＞の理論を唱えた。

## 経歴
ザクセン州ゲルリッツ出身、1921年 - 1931年にフランクフルト大学のドイツ学教授、1932年 - 1945年にボン大学でドイツ学の主任教授を務めた。
ドイツ民俗学界では、20世紀初めから民俗学のあり方をめぐる論争が起きたが、そこで指摘された民俗文化の形成が＜上から下へ＞の方向をとるとする見方を、＜沈降した文化物象＞と簡略化して表現したことによって大きな影響力をもった。同時に、それを補足する＜プリミティヴな共同体文化＞の概念をも措定して議論を誘発した。歴史・文化の複雑な現象を説明する手際のよさと時代思潮に合致したことによって、1920年代から1930年代前半にはドイツでも最も人気のある人文系の学者の一人で、当時は特に王権論が一般受けした。
ヴァイマル時代後半の早い時期からナチス支持を鮮明にしており、アドルフ・ヒトラーの信奉者でもあった。ナチスの政権獲得直後、ボン大学学長となり半年で辞した。ナチスの焚書に際して会場のボン市庁舎前広場で記念演説をおこなったが、その後ボン大学から神学者のカール・バルトを追放することに逡巡したのをナチス内部でとがめられて活動を制約された。
第二次世界大戦後まもなくボン大学はナウマンを一方的に定年退職させた。ナウマンはこれを不服として大学側と長期の係争となり、裁判はナウマンの急死の直後にナウマン側が勝訴した。　

## 著作（日本語訳）
- 川端豊彦訳『ドイツ民俗学』岩崎美術社、1981年